# Kristie Moore
Kristie Moore (Grand Prairie, 22 aprile 1979) è una giocatrice di curling canadese.

## Biografia
Partecipò all'età di 30 anni ai XXI Giochi olimpici invernali edizione disputata a Vancouver nella Columbia Britannica, (Canada) nel febbraio del 2010, riuscendo ad ottenere la medaglia d'argento nella squadra canadese con le connazionali Susan O'Connor, Cheryl Bernard, Cori Bartel e Carolyn Darbyshire.
Nell'edizione la nazionale svedese ottenne la medaglia d'oro, la cinese quella di bronzo.